# Декларация на Балфур
Декларацията на Балфур или Балфурската декларация от 1917 г. е официално писмо от британския министър на външните работи Артър Балфур до еврейския ционистки лидер лорд Уолтър Ротшилд с дата от 2 ноември 1917 година, в което се казва, че Великобритания ще създаде еврейски национален дом в Палестина при условие, че няма да бъдат засегнати правата на вече съществуващите там общности. То подкрепя идеята за еврейско заселване в територията на Палестина, като част от Британския мандат в Палестина след Първата световна война. Декларацията е публикувана в печата на 9 ноември 1917 г.
Съгласно договорите от 1916 г. между Франция и Великобритания за поделяне на османското наследство в Близкия изток, по-голямата част от Палестина е международна зона, върху която не се упражнява директен контрол. През 1917 година англичаните под командването на генерал Едмънд Алънби разбиват турците и окупират Сирия и Палестина. Първият генерал-губернатор на провинцията е Хърбърт Самуел, министър на вътрешните работи в правителството на Аскуит, който е и един от авторите на Декларацията. В писмото на Балфур, съдържащо декларацията, за първи път се изразява официална подкрепа на ционизма от страна на английското правителство и се дава обещанието да се създаде „еврейски национален дом по време на британския мандат на Палестина, който преди това е под контрола на турците“. Това е първото споменаване на понятието „национален дом“.
Декларацията поражда множество дълготрайни последици. Тя стимулира подкрепата на ционизма и води до създаването на Британски мандат в Палестина, който по-късно се превръща в Израел и Палестинските територии. Тя се сочи за първоизточник на израелско-палестинския конфликт и учените продължават да спорят по нейната интерпретация в множество аспекти.
Според еврейския общественик Бенджамин Фридман, Декларацията на Балфур е признание за ролята, изиграна от евреите в САЩ, за вкарване на САЩ във войната на страната на Антантата през април 1917 г.